# Хидраулички систем авиона
Хидраулички систем авиона је склоп неопходних компоненти у затворену инсталацију испуњену хидро уљем, са међусобно усклађеним радом и карактеристикама, у основној намени преноса енергије са једног места на ваздухоплову на неки његов уређај, ради погона истог. То је систем у коме хидро уље под притиском преноси део узете енергије, од погонског мотора авиона, до „потрошача“. Тај део снаге мотора се конвертује у потенцијалну енергију притиска хидро уља, помоћу хидрауличне пумпе. Притисак уља се преноси системом цеви, на све кориснике на авиону. Потенцијална енергија притиска хидро уља, може бити конвертована у механички рад, са хидропокетачима (хидрауличким моторима), у функцији отклањања командних површина, извлачења ногу стајног трапа, извлачења аеродинамичких кочница и друго.

## Историјат
Кроз ваздухопловну историју, са развојем технологије ваздухоплова, расла је и потреба за погон појединих система. Неки од система, искључиво су захтевали погон са електричном енергијом и ту је то и задржано. Системи који су тражили механичку снагу за своје напајање прошли су одређену еволуцију, од директног коришћења снаге пилота, пнеуматике, пиротехнике и хидраулике. Кроз дугогодишње искуство и доказивање, показало се да је велика предност хидраулике и она је ушла у стандард, као преносник снаге од погона до многих авионски система потрошача, а то су првенствено поједине површине и делови авиона, који се у функцији и у току лета померају:
- командне површине,
- закрилца и преткрилца,
- аеродинамичке кочнице,
- ноге стајних органа,
- измена угла стреле крила, код одговарајућег типа авиона,
- промена геометрије уводника ваздуха и млазнице код млазних мотора,
- отварање шкрга за регулацију хлађења клипних мотора и друго.[1]

## Предности хидрауличких система
У стогодишњој ваздухопловној историји, у мега броју апликационих примерака, једнозначно су доказане предности преноса снаге преко хидрауличког система, у односу на све алтернативне покушаје. Предности су:
- мала маса,
- брз одговор (занемарљиво кашњење, мала временска константа), у односу на командни сигнал,
- поуздан рад,
- лако је за одржавање,
- ради без удара, буке и без опасности од пожара,
- може практично да развије неограничену снагу или обртни момент.

Ове позитивне особине су од круцијалне важности за систем команди лета, стајне органе, системе оружја и друго. Посебно је важна карактеристика, добра управљивост авиона, томе даје велики допринос употреба хидрауличких покретача командних површина, који не повећавају време кашњења одговора авиона, због позитивних особина преноса снаге са хидрауликом.

## Опис
Хидраулички систем авиона је затворен систем, испуњен са хидроуљем, под притиском. За хидроуље се захтева да буде хемијски неутрално, незапаљиво и са што је могуће мањом стишљивошћу. Те захтеве најбоље испуњавају минерална уља.
Хидраулички систем авиона сачињава мноштво компоненти и уређаја, које међусобно повезују цеви. Један део цеви је под већим радним притиском (на шеми горе обојено црвено), а та потенцијална енергија се претвара у механички рад одређеног хидрауличког покретача. Други део повратних цеви је излаз из покретача и оне враћају уље у резервоар (тамноплаве), одакле се напаја пумпа за обнову притиска, односно обнављање потенцијалне енергије. Улога резервоара је да прихвати повратно уље, а и да обезбеди потребну резерву уља у систему, за надокнаду нежељених губитака, због цурења, испаравања и слично. Пумпа је кључни део система, као срце код човека. Уграђује се на авионски мотор и део његове енергије претвара у потенцијалну енергију у хидрауличком систему. Раније је резервна била ручна, са којом је пилот морао ручно да створи притисак за најнужније радње при отказу мотора авиона или отказа моторске хидрауличке пумпе. Садашња су решења, да је та помоћна пумпа са електро погоном и напаја се из електро акумулатора. Систем поседује и хидроакумулатор, који са својим потенцијалом успори пад притиска у случају неког поремећаја рада. Уље мора ићи из пумпе, према потрошачима, високе чистоће због чега пролази кроз филтер. Горњу границу притиска регулише регулациони вентил, вишак прелива у повратну грану, односно према резервоару за уље. Преко вентила селектора напајају се уређаји „потрошачи“.

## Компоненте
Ову инсталацију сачињавају пумпе, цевоводи, разне врсте вентила, филтри, хидроакумулатор и хидропокретачи (хидраулички мотори).

### Хидрауличка пумпа
Зупчаста пумпа успоставља проток течности између зуба два упарена зупчаника. Један зупчаник је уклињен на погонско вратило, покреће и други са узупчаним преносом, који је слободан на својој осовини. Чеоне површине зуба прати контура кућишта пумпе, са минималним зазором, а бочно заптивање је са равним плочама са обе стране. Простор ниског притиска је успостављен на улазу, као простор где се зуби са преносом два зупчаника удаљавају и остављају слободан простор, са смањеним притиском. Као резултат тога, течност утиче у тај простор и преноси се (гура) са зубима према излазу. При међусобном зупчању, течност се истискује из простора између два зуба, са великом принудом, на оба зупчаника, што повећава притисак у течности на излазу из пумпе. Илустрације приказују принципа рада и неке варијације у конструктивним решењима. Овај тип пумпе је са типичном одређеном брзином и са константним протоком. Обично раде на релативно ниском притиску. Једноставне је конструкције и израде, лако се одржава. Веома је поуздана и као таква постала је стандард за инсталације уља, за подмазивање мотора са унутрашњим сагоревањем.
|  |  |  |

Криласта пумпа, ради исто на принципу ротације и стварања разлике притиска на улазу и излазу, са повећањем кинетичке енергије ротиране течности (уља), у ротирајућем систему. Повећање кинетичке енергије течности је у ствари повећање динамичког, па и укупног притиска. Укупни притисак се може, по потреби, трансформисати сав у статички. Крилна пумпа се састоји од ротора, уклињеног на погонско вратило. Ротор је кружни добош на коме су радијално распоређена клизна лежишта за „крилца“ (слободне кракове елисе). При ротирању „крилца“ услед центрифугалне силе теже да се радијално извуку према ободу, из својих клизних лежишта. У томе их спречава њихов чеони ослонац на унутрашњи зид прстена око ротирајућег добоша. Прстенасти статични спољни добош, елиптичног је пресека. На правцу дуже осе елипсе су излазни отвори из пумпе, са већим укупним притиском, пошто су на тим местима највеће локалне обимне брзине уља (течности). аналогно томе у правцу краће осе елипсе су усисни отвори (улаз), ту је најмања локална обимна брзина уља.

У овом пројекту, спољни прстен је елиптичан, а не круг и дозвола два сета унутрашњих комора. По два отвора су на свакој комори, на супротним крајевима, под углом од 180 степени. Са својом функцијом усисавања и истицања течности стварају радијалне силе истог интензитета, а супротног смера и међусобно се поништавају. На тај начин вратило и лежајеви немају трансверзално оптерећење.
|  |  |

Клипна пумпа се користи у хидрауличким инсталацијама, веома је усклађен концепт и пројекат. Принцип рада и концепција конструкције, приказани су на датим илустрацијама. Код ове пумпе, цилиндри, клипови и осовина су међусобно коаксијални. Имају неколико пари цилиндара и клипова (углавном непаран број), распоређени су кружно у кућишту. То је најједноставнији тип клипне пумпе. Довод и одвод течности (уља) из пумпе пролазе кроз засебне канале, који повезују улазе и излазе из цилиндара, преко вентила. У кућишту вентила интегрисане су две коморе, које омогућавају довод радне течности и њен одвод. Клипови су смештени у отворима цилиндара и са доњим крајем, повезани су са на погонску плочу, која је под углом у односу на вратило, које је погони. Како се погонска плоча окреће, ослонци клипова прате њену површину, принуђујући њихово аксијално померање. Пошто је удаљеност од тачке ослонца, циклично променљива, при тој ротацији погонске плоче. Течност кроз канале и вентиле, усисава се и избацује, у одводни канал у систем, под притиском при сабијању са клипом у цилиндру.
|  |  |  |

### Хидраулички покретач
Хидраулички покретачи (мотори), раде на супротном принципу од приказаних за пумпе. Треба имати на уму, да се најчешће користи клипни принцип, а нешто ређе и турбински (криласти). Зупчасти принцип није применљив за хидромоторе. Хидропокретачи, користе потенцијалну енергију притиска хидроуља и извршавају одређени рад при померању крмила, или увлачења и извлачења ноге стајних органа, или плоче аеродинамичких кочница, или неки други део авиона. Покретни делови, који се при кретању међусобно додирују имају висок ниво финоће површинске обраде и заштите. Међусобни зазори (толеранције), посебно су нормирани, за мало трење, трошење и за мало унутрашње и спољно цурење. Хидропокретачи, за померање крмила, у оквиру система команди лета, су неповратног континуалног дејства, са повратном спрегом. За остале потребе, обично су рани положаји гранични, извучено и увучено. За неке делове, као за аеродинамичке кочнице, може бити и са једним међуположајем.
|  |  |

### Хидраулички акумулатор
Улога акумулатора је да стабилизује притисак хидроуља у инсталацији. У току скока повећане потрошње потенцијалне енергије, његово дејство смањује ниво пада притиска. Поред тога основна му је корист, што је у њему неко краће време резерва потенцијалне енергије. Неко краће време може да ублажи последице прекида рада пумпе. Једноставне је конструкције, у цилиндричном је или сверичном облику, у коме су одвојене две коморе са еластичном мемраном, или код цилиндричних, са покреним преградним клипом. Са једне стране преграде је суви азот под притиском, а са друге стране је уље повезано са хидро инсталацијом. Када дође до пада притиска у хидроинсталацији, азот се шири и потискује хидроуље на другој страни преграде и успорава пад притиска у целој инсталацији.

## Резервација поузданости
Што је људски организам крвоток, може се слободно рећи да је за савремени авион хидраулички систем. Сви савремени авиони имају хидрауличке покретаче командних површина у оквиру команди лета. Нестанак притиска у инсталацији и отказ покретача значи и губитак авиона. Да би се тај ризик свео на најмању меру, конструктивно је предузета вишеструка резервација поузданости. Сви су покретачи командних површина двокоморни, то змачи у једном цилиндру су две редне комора, са засебним клиповима и разводницима. То обезбеђује могућност да се свака комора напаја са хидроуљем под притиском из одвојеног хидросистема.

Сви савремени системи су опремљени двама независним паралелним хидрауличким системима и једним помоћним. Овде је је проблем у томе како обезбедити и са независним изворима напајања, пумпама.
 Код двомоторних авиона то је једноставно, на сваки мотор, интегрише се по једна хидрауличка пумпа. На једномоторном авиону се морају обе пумпе интегрисати на један мотор, што умањује поузданост са могућношћу отказа мотора. Трећи резервни хидраулички систем је изведен делимично, са захтевом да снабде виталне потрошаче, првенствено команде лета. Његова је пумпа са електрричним погоном, а постоје и решења са извлачењем ветрогенератора из контуре авиона. Када авиону остане у употреби само помоћни хидраулички систем, одмах исти прекида мисију и враћа се на најближи аеродром, на слетање.
Помоћни систем напаја само једну комору хидрауличких покретача, што значи да је повратак на аеродром са што мањим маневрисањем у току лета.